# Москва-Пассажирская-Казанская
Москва-Пассажирская-Казанская (обозначается в информаторах как Казанский вокзал) — тупиковая станция Московской железной дороги в Москве. Входит в Московско-Горьковский центр организации работы железнодорожных станций ДЦС-8 Московской дирекции управления движением. По основному применению является пассажирской, по объёму работы внеклассной. Является начальным пунктом Казанского и Рязанского направлений Московской ЖД. Является нетранзитной, но имеется примыкание Митьковской соединительной ветви. Распологается в Красносельском районе.
Пассажирским терминалом станции является один из десяти вокзалов Москвы  Казанский. В границах станции частично (по I пути) находится остановочный пункт Электрозаводская.

## История

### Станция
В сентябре 2014 года станция открыта для выполнения грузовых операций по параграфу 3 (прием и выдача грузов повагонными и мелкими отправками, загружаемых целыми вагонами, только на подъездных путях и местах необщего пользования) Тарифного руководства № 4 на железнодорожных путях необщего пользования № 1 длиной 139,3 м, № 2 — 184,3 м, № 3 — 137 м, № 4 — 138 м, № 5 — 106 м, принадлежащих ГЦ МПП филиала ФГУП «Почта России». Код ЕСР/АСУЖТ сменён с 194013 на 193909.

### Вокзал станции
Здание вокзала построено в 1862—1864 годах для Рязанской железной дороги (автор проекта первоначального здания вокзала архитектор М. Ю. Левестам), с 1894 года также и для Казанской железной дороги. Первый поезд по маршруту Москва — Коломна ушёл с Рязанского вокзала 20 июля 1862 года.
Строительство современного здания Казанского вокзала началось в 1913 году и закончилось в 1940 году. Здание выстроено в неорусском стиле А. В. Щусевым с авторским коллективом.
В 1950-х был достроен зал пригородного сообщения, который был соединён со станцией метро «Комсомольская». В 1987—1997 годах здание реконструировано: обновлён облик, расширены и перепланированы внутренние помещения, сооружены крыши над перронами, здание оснащено современными техническими средствами.
В 2020 году Казанский вокзал является одним из крупнейших в Европе и самым загруженным по пассажиропотоку среди московских, так как обслуживает целых три направления: восточное, юго-восточное и южное. В последние годы вокзал работает на пределе пропускной способности. По загруженности занимает 20 % от общего потока пассажиров на всех направлениях.

## Пассажирское движение

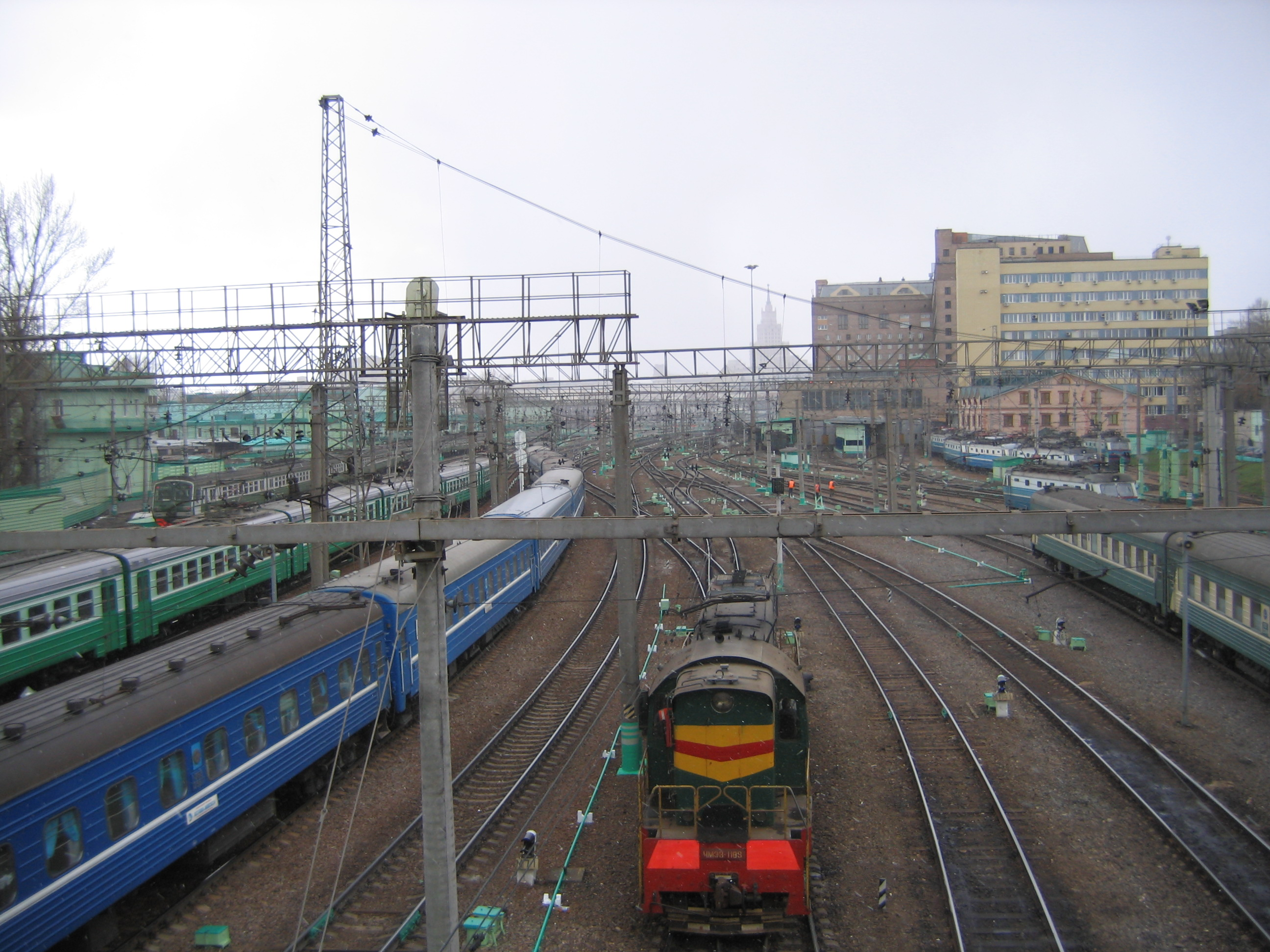

### Дальнее следование
С Казанского вокзала отправляются скорые и пассажирские поезда, а также пригородные поезда (электрички) в двух направлениях: на Муром (Казанское направление) и на Рязань (Рязанское направление). Разветвление по направлениям расположено в городе Люберцы, на станции Люберцы I.
С Казанского вокзала отправляются поезда, следующие в Адлер, Анапу, Бишкек, Владикавказ, Воронеж, Грозный, Душанбе, Екатеринбург, Ижевск, Йошкар-Олу, Казань, Куляб, Махачкалу, Новороссийск, Оренбург, Орск, Пензу, Ростов-на-Дону, Рязань, Самару, Саранск, Симферополь, Ташкент, Тольятти, Ульяновск, Уфу, Чебоксары, Челябинск и др. За Урал поезда от Казанского вокзала следуют только до Новокузнецка, Барнаула, Нерюнгри, Улан-Удэ, а также Караганды; остальные поезда следуют от Ярославского.

### Пригородное сообщение
С вокзала отправляются пригородные электропоезда до станций:
Казанское направление:
- Куровская (в том числе экспресс) — 9-10 (87 км);
- Егорьевск — 2-3 (111 км);
- Шатура (в том числе экспресс) — 6-7 (125 км);
- Черусти — 12-14 (156 км);
- Вековка— 0-2 (ОН) (206 км).

Рязанское направление:
- Люберцы — 0-2 (20 км);
- Панки — 0-1 (22 км);
- Быково — 0-4 (33 км);
- Раменское (экспрессы) — 22 по будням (45 км);
- Ипподром — 45-56 (46 км);
- Бронницы — 0-1 (56 км);
- Фаустово — 1-2 (67 км);
- Виноградово — 4-5 (71 км);
- 88 км — 1-2 (87 км);
- Шиферная — 3-7 (93 км);
- Пески — 0-1 (101 км);
- Голутвин (в том числе экспресс) — 19 (117 км);
- Луховицы — 1-1 (136 км);
- Рязань-1 (в том числе экспресс) — 6 (197 км);
- Рязань-2 (в том числе экспресс) — 1-2 (198 км).

На участке от Казанского вокзала до Ипподрома для пригородных поездов, кроме экспрессов, доступны тарифы МЦД-3. В Митьково и на Ленинградскую часть МЦД-3 прямого маршрута нет.

## Наземный общественный транспорт
На этой станции можно пересесть на следующие маршруты городского пассажирского транспорта:
- Автобусы: м60, 40, 604, с633, н15
- Троллейбусы: Т
- Трамваи: 7, 13, 37, 50